# Nevestele vesele din Windsor (operă)
Nevestele vesele din Windsor (în germană Die lustigen Weiber von Windsor) este o operă cu o temă fantastico-comică, compusă în trei acte de compozitorul german Otto Nicolai, care s-a inspirat din piesa de teatru The Merry Wives of Windsor scrisă în 1597 de William Shakespeare.
Opera a avut premiera la data de 9 martie 1849 în Opera Regală din Berlin.

## Introducere
În centrul acțiunii este Sir John Falstaff, un soldat bețiv și bătăuș. Pentru a pune mâna pe banii unor femei, John fiind convins de farmecul său asupra sexului frumos, va cere în căsătorie în același timp mai multe femei. Femeile se distrează pe socoteala soldatului bețiv, care - demascat - va fi atras de femei într-o cursă. În cele din urmă ghinionistul John Falstaff, trebuie să fugă.